# Farwell (Teksas)
Farwell – miasto w Stanach Zjednoczonych, w stanie Teksas, w hrabstwie Parmer. W 2000 roku liczyło 1 364 mieszkańców.